# Pseudodinera spinigera
Pseudodinera spinigera là một loài ruồi trong họ Tachinidae.